# La Pacanda
La isla de Pacanda es una isla ubicada en el lago de Pátzcuaro. La misma se encuentra en la región occidental del estado de Michoacán de Ocampo, en México. La isla de Pacanda forma parte de un conjunto de islas ubicadas en la zona central del lago, que comprende a las islas de Janitzio, Yunuén y Tecuena. 
La región lacustre, se encuentra en la cordillera Neovolcánica. Por su gran riqueza pesquera esta zona ha estado habitada desde tiempos prehistóricos. Anteriormente a la llegada de los españoles, la región era el foco de la cultura tarasca, una avanzada civilización indígena.
Esta región fue cristianizada por el fraile franciscano Vasco de Quiroga, quien fundó varias misiones. En parte deslumbrado por la belleza del entorno natural e influido por la obra Utopía, Quiroga organizó una comunidad autosuficiente, con la participación de los indígenas. La mezcla de la cultura local con el aporte de los españoles produjo un estilo artesanal distintivo que se destaca por su gran colorido.